# 索尔泽勒弗鲁瓦
索尔泽勒弗鲁瓦（法語：Saulzet-le-Froid，法語發音：[so(l)zɛ lə fʁwa]）是法国多姆山省的一个市镇，属于克莱蒙费朗区。

## 地理
索尔泽勒弗鲁瓦（45°38'30"N, 2°55'8"E）面积28.21 平方千米，位于法国奥弗涅-罗讷-阿尔卑斯大区多姆山省，该省份为法国中南部省份，北起阿列省接壤，东临卢瓦尔省，南至上盧瓦爾省和康塔爾省，西接科雷兹省和克勒兹省。
与索尔泽勒弗鲁瓦接壤的市镇（或旧市镇、城区）包括：欧里耶尔、艾达、滨湖尚邦、蒙多尔、米罗勒、奥尔西瓦勒、勒韦尔内-圣玛格丽特、韦尔尼讷。

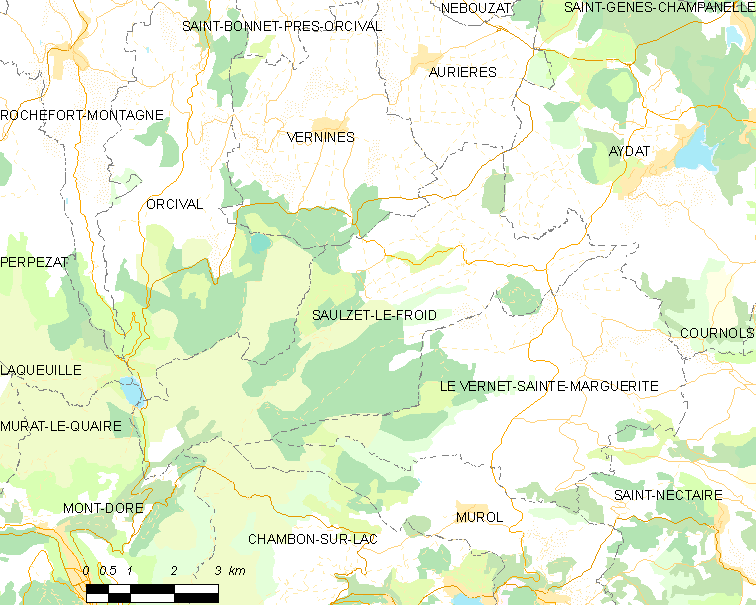
索尔泽勒弗鲁瓦的OSM定位图

索尔泽勒弗鲁瓦的时区为UTC+01:00、UTC+02:00（夏令时）。

## 行政
索尔泽勒弗鲁瓦的邮政编码为63970，INSEE市镇编码为63407。

## 政治
索尔泽勒弗鲁瓦所属的省级选区为奥尔西讷县。

## 人口

1962-2008年间索尔泽勒弗鲁瓦人口变化图示

索尔泽勒弗鲁瓦于2022年1月1日时的人口数量为287人。